# Сингх, Балбир (хоккеист на траве, сентябрь 1945)
Балбир Сингх (англ. Balbir Singh, 21 сентября 1945, Лайяллпур, Пакистан) — индийский хоккеист (хоккей на траве), полузащитник. Бронзовый призёр летних Олимпийских игр 1968 года.

## Биография
Балбир Сингх родился 21 сентября 1945 года в пакистанском городе Лайяллпур (сейчас Фейсалабад).
Играл в хоккей на траве за Западные железные дороги.
В 1968 году вошёл в состав сборной Индии по хоккею на траве на Олимпийских играх в Мехико и завоевал бронзовую медаль. Играл на позиции полузащитника, провёл 9 матчей, забил 1 мяч в ворота сборной ФРГ.

## Семья
Старший брат Балбира Сингха Гурбукс Сингх (род. 1935) тоже выступал за сборную Индии по хоккею на траве, в 1964 году стал чемпионом летних Олимпийских игр в Токио, в 1968 году завоевал бронзовую медаль летних Олимпийских игр в Мехико.